# Свети Антон на Похорју
Свети Антон на Похорју (словен. Sveti Anton na Pohorju) је насељено место у општини Радље об Драви, Корушка регија, Словенија.

## Историја
До територијалне реорганизације у Словенији био је у саставу старе општине Радље об Драви.

## Становништво
У попису становништва из 2011. године, Свети Антон на Похорју је имао 249 становника.
| Број становника према пописима | Број становника према пописима | Број становника према пописима |
| ------------------------------ | ------------------------------ | ------------------------------ |
| 1991                           | 2002                           | 2011                           |
| 288                            | 239                            | 249                            |

Напомена: Од 1955. до 1993. године исказивано под именом Планина.